# Eugène Devaux
Pour les articles homonymes, voir Devaux.
Eugène Devaux, né le 11 juin 1815 dans l'ancien 8e arrondissement de Paris et mort le 14 avril 1897 dans le 18e arrondissement de Paris, est un auteur dramatique français.

## Biographie
Honoré Eugène Devaux naît en 1815 à Paris, 120, rue du Faubourg-Saint-Antoine, au domicile de ses parents, Pierre Honoré Isidore Devaux, marchand boucher, et Anne Sophie Bary, son épouse.
Ses pièces ont été représentées sur les plus grandes scènes parisiennes du XIXe siècle : théâtre de la Porte-Saint-Martin, théâtre des Folies-Dramatiques, théâtre de la Porte-Saint-Antoine, etc.
En 1885, il se voit attribuer, en même temps qu'Eugène Labiche, Élie Berthet ou Charles de Matharel de Fiennes, une pension de la Société des auteurs et compositeurs dramatiques.
Il meurt en avril 1897, en son domicile parisien du 12, rue Chappe. Il est inhumé le lendemain au cimetière du Père-Lachaise, d'abord dans un caveau provisoire, puis deux semaines plus tard dans un caveau de la division 59. Le 5 mai, lors de son assemblée générale, la Société des auteurs et compositeurs dramatiques mentionne, dans la liste des disparus de l'année, « Eugène Devaux, mort tout récemment, au milieu du mois dernier ».

## Œuvres
- Une victime, épisode de 1795, drame en 1 acte mêlé de couplets, 1836
- Monsieur de La Rocambole, comédie-vaudeville en 2 actes, avec Eugène Renaud, 1838
- Passé midi, folie-vaudeville en 1 acte, avec Auguste Dupuis, 1839[6]
- Une chambrée de Savoyards, esquisse de mœurs en 1 tableau, avec Ernest Brisson, 1840
- La Poudre de Perlimpinpin, vaudeville-féerie en 4 actes et 12 tableaux, avec Auguste Dupuis, 1840
- Les Jarretières de ma femme, comédie-vaudeville en 1 acte, avec Saint-Amand, 1843
- Un miracle de l'amour, comédie-vaudeville en 1 acte, avec Alfred Desroziers, 1843
- Saute marquis, vaudeville en 2 actes, cosigné avec Charles Labie, théâtre Beaumarchais, 1844[7]